# Parc national marin de Zante
Le parc national marin de Zante (en grec moderne : Εθνικό Θαλάσσιο Πάρκο Ζακύνθου / Ethnikó Thalássio Párko Zakúnthou) est le second parc national marin créé en Grèce après celui d'Alonissos. Il a été créé en 1999. Il est situé dans la baie de Laganás, sur l’île de Zante (aussi appelée Zakynthos), en Grèce. Le parc, qui fait partie du réseau écologique Natura 2000 couvre une superficie de 135 kilomètres carrés et constitue l’habitat de la tortue caouanne (Caretta caretta). C’est le premier parc national créé pour la protection des tortues de mer en Méditerranée.

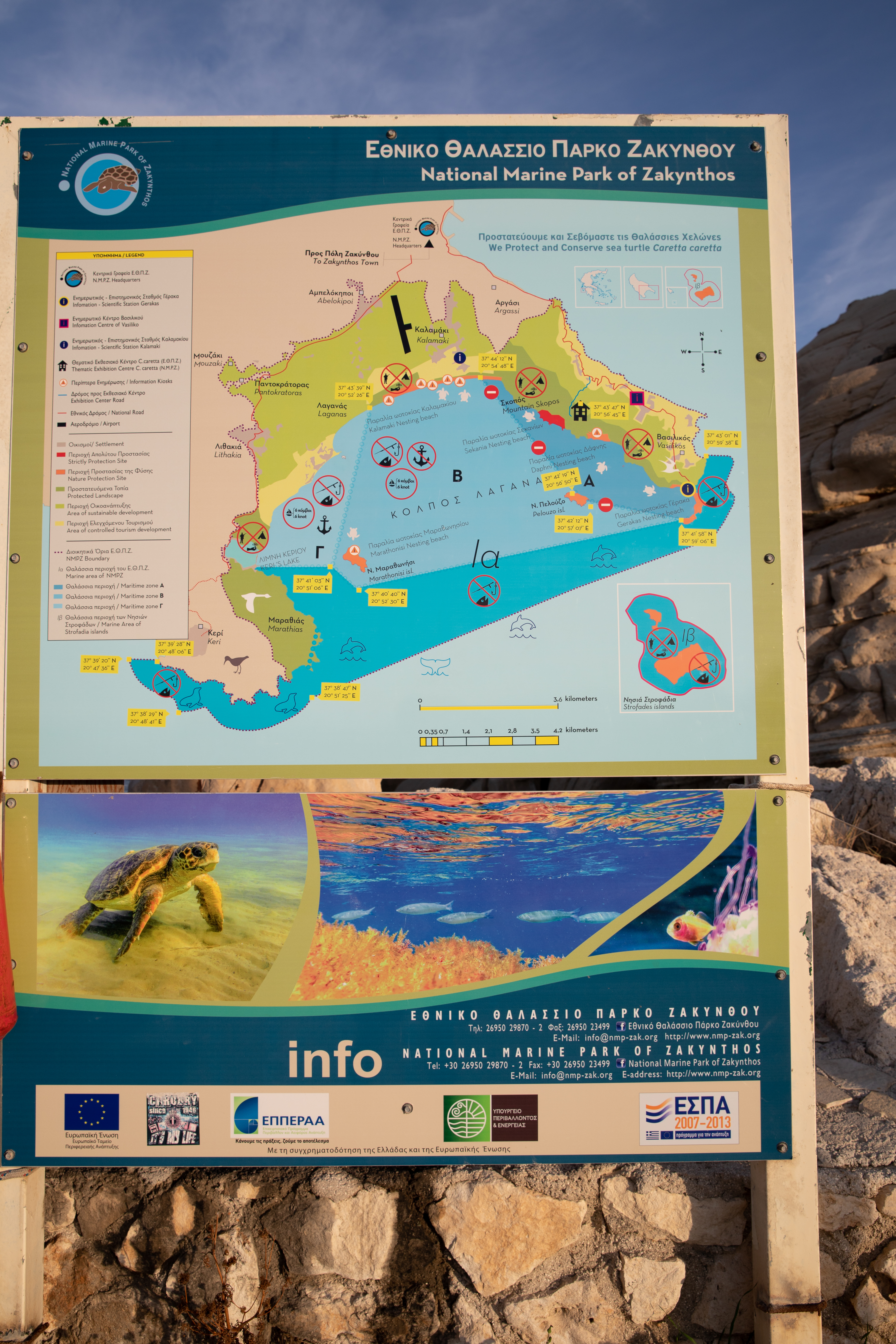
Panneau de présentation du parc in situ

## Description
Le parc marin de Zante englobe la zone marine de la baie de Laganás, sur la rive sud de l'île de Zante ; toute la péninsule de Vassiliki à l'est de la baie ; une bonne partie de la péninsule de Kéri à l'ouest (y compris la zone humide du lac Kerí (el)) ; et un territoire séparé de sa surface principale : les deux petites îles des Strophades, situées à 50 km au sud de l'île de Zante. 
Il abrite l'une des plus importantes plages de nidification des tortues de mer en Méditerranée. 
L'habitat de nidification dans la baie comprend six plages distinctes : Gérakas, Dáfni, Sekaniá, Kalamáki (en), Laganás et l'îlot Marathonísi, totalisant environ 5 km de longueur. 
Sekaniá est classé parmi les concentrations de nidification de caouannes les plus élevées au monde.[réf. nécessaire]
Le parc marin est composé de trois zones marines (A, B, C) dans la baie de Laganás, en plus des zones de nidification strictement protégées, ainsi que de la zone terrestre et périphérique. Pour la protection de l’écosystème, les activités de pêche y sont strictement interdites.[réf. nécessaire]
La zone du parc inclut aussi plusieurs habitats d'intérêt, y compris des dunes de sable et des récifs submergés. On y trouve des lits de Posidonia oceanica, le lis de mer (Pancratium maritimum) en danger critique d’extinction, et des centaines d'espèces de flore et de faune, dont certaines sont d'une grande importance. Une population résidente de l'espèce de phoque moine en danger critique d'extinction, Monachus monachus, est présente sur la côte ouest de Zante.[réf. nécessaire]

## Galerie

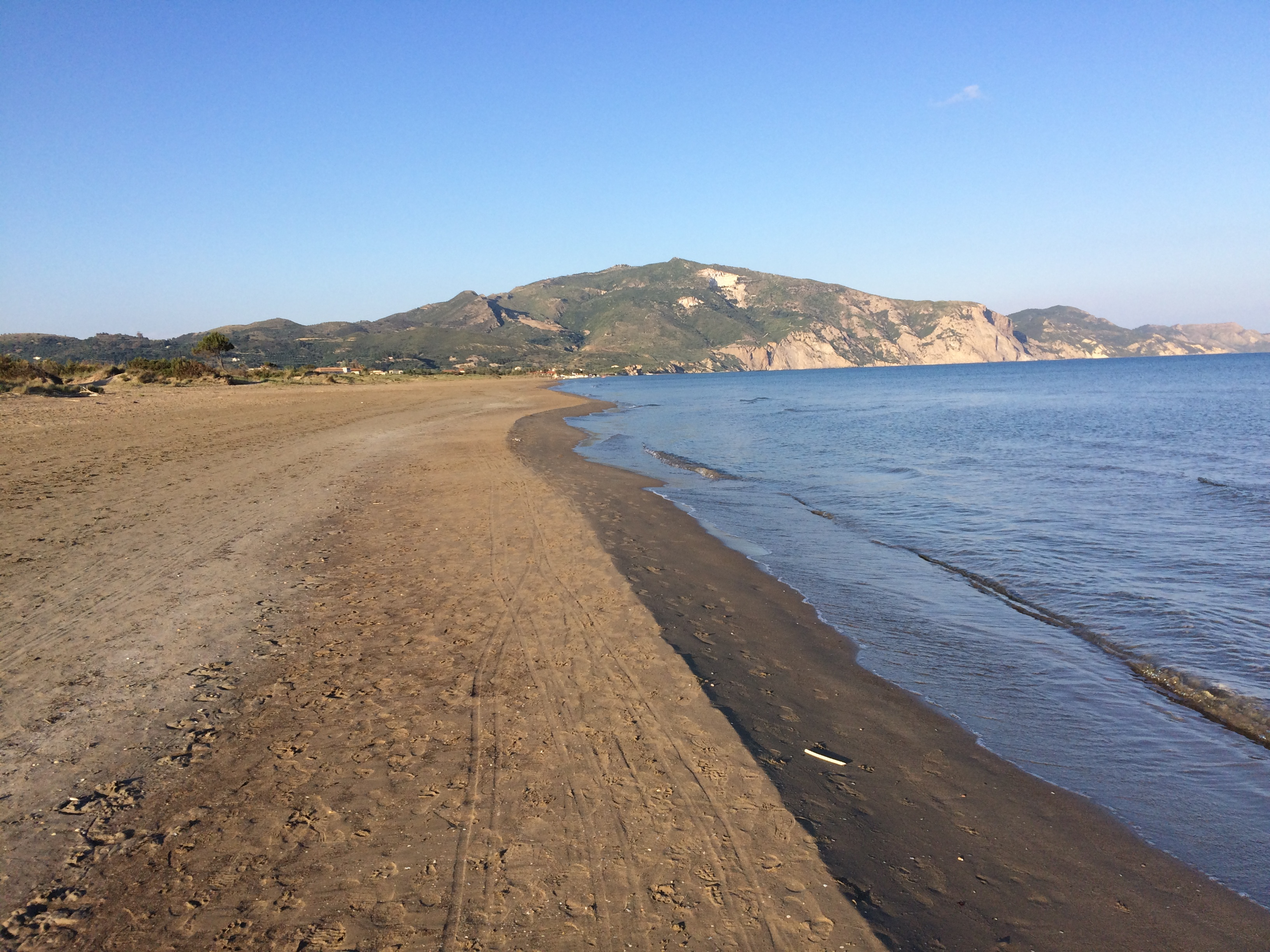
Mont Skopos à l'est de la baie de Laganas
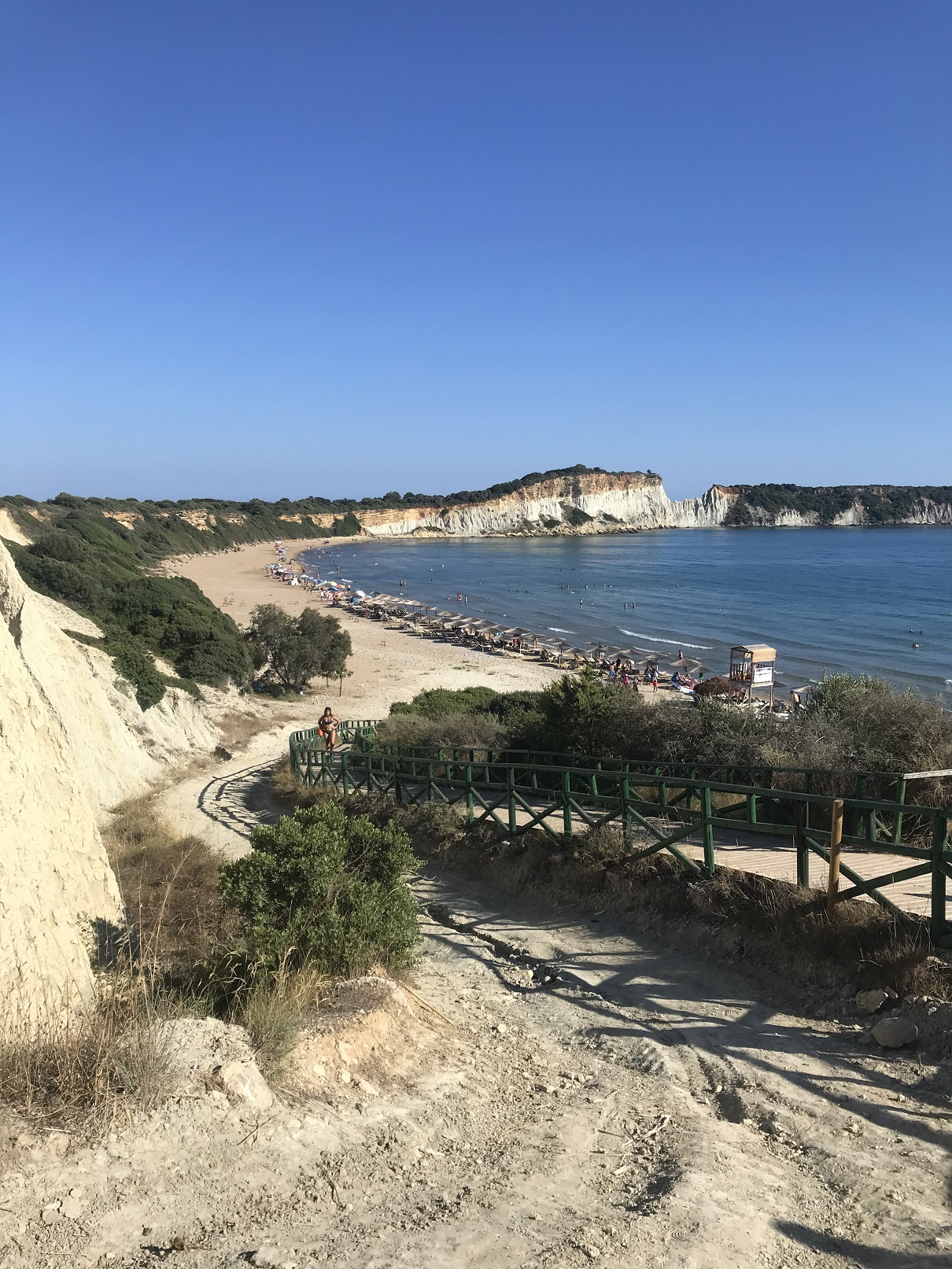
Plage de Gerakas
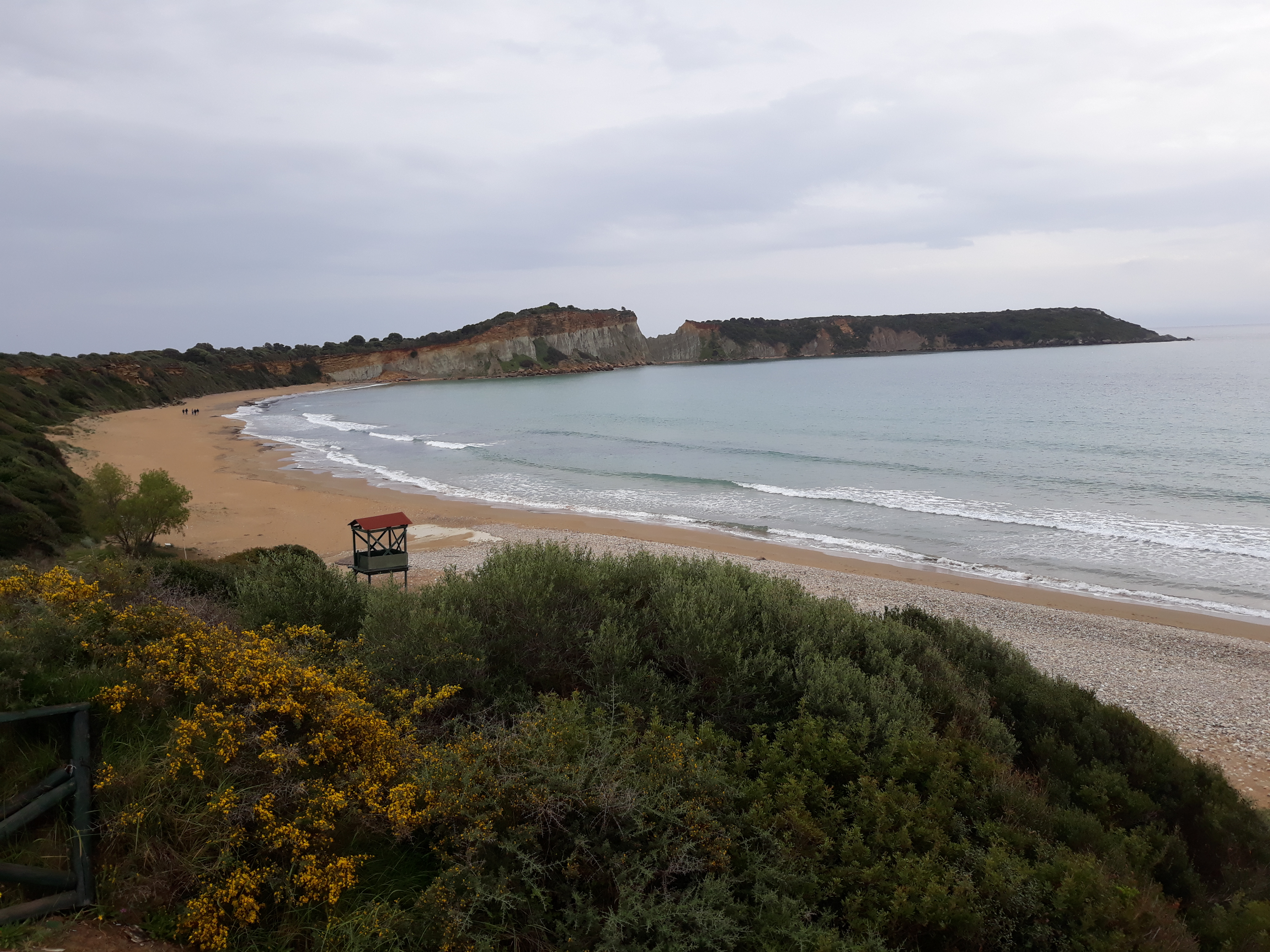
Plage de Gerakas
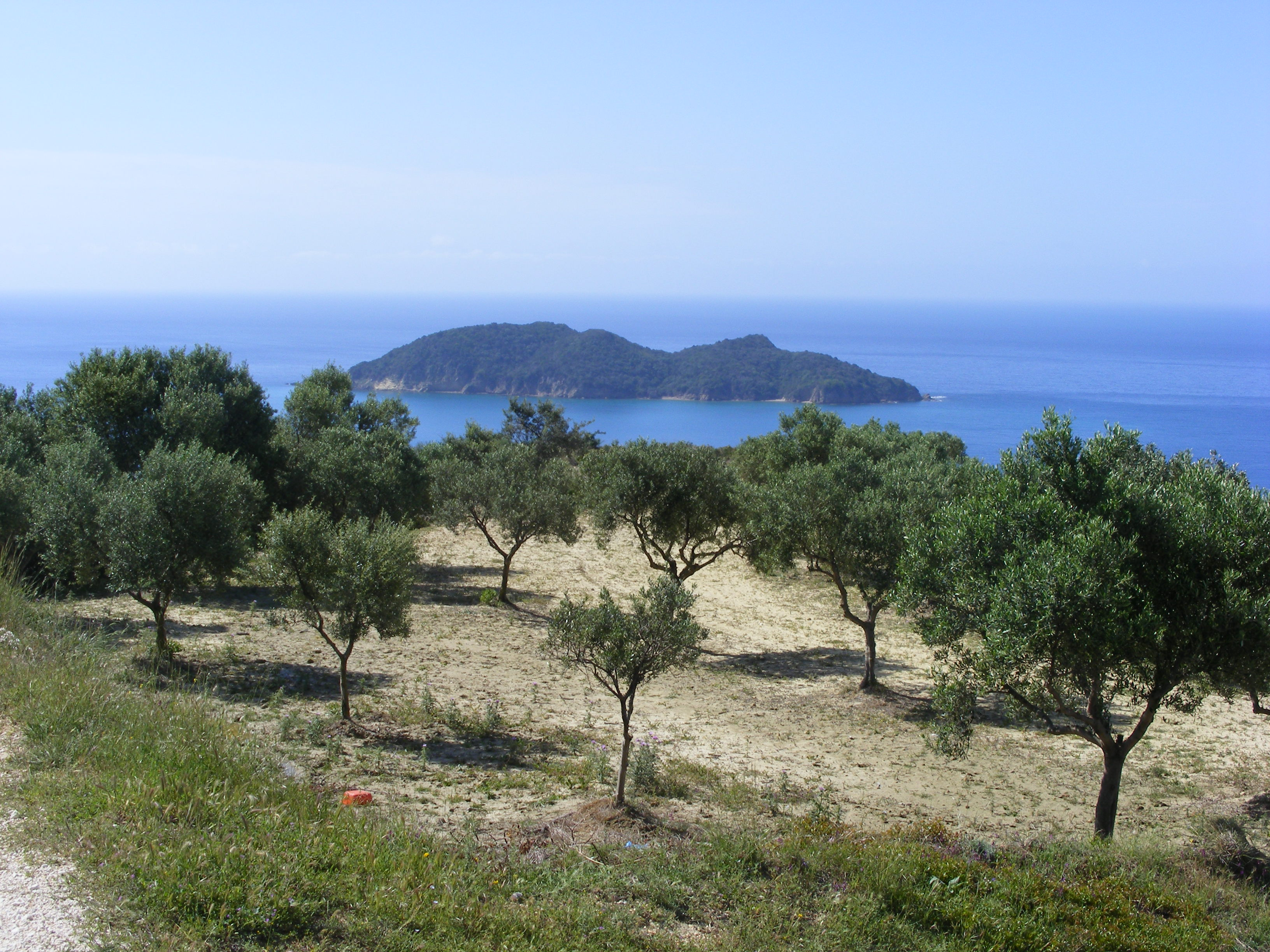
Sur le chemin de la plage de Dafni, vue sur l'îlot de Pelouzo
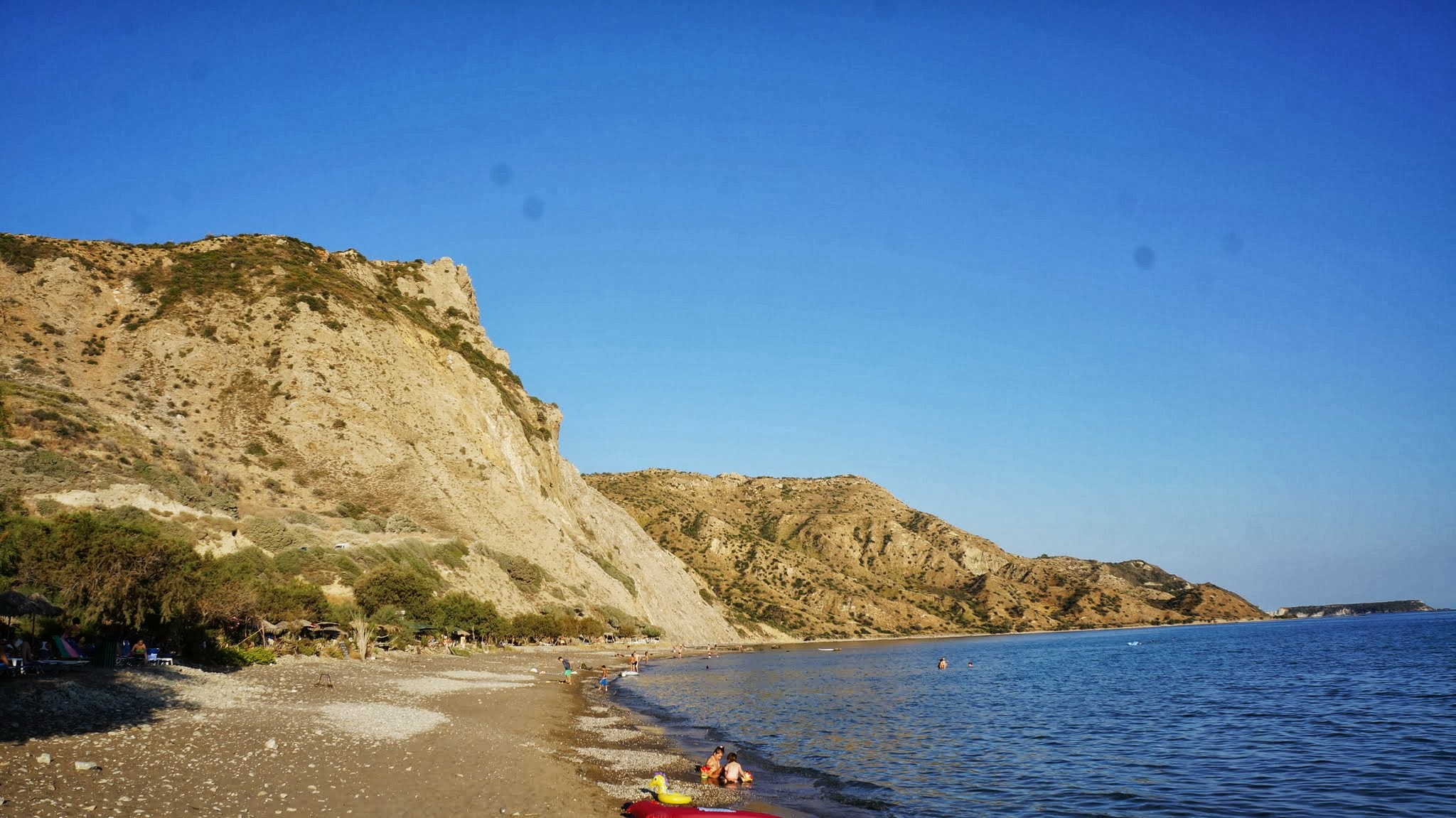
Plage de Dafni
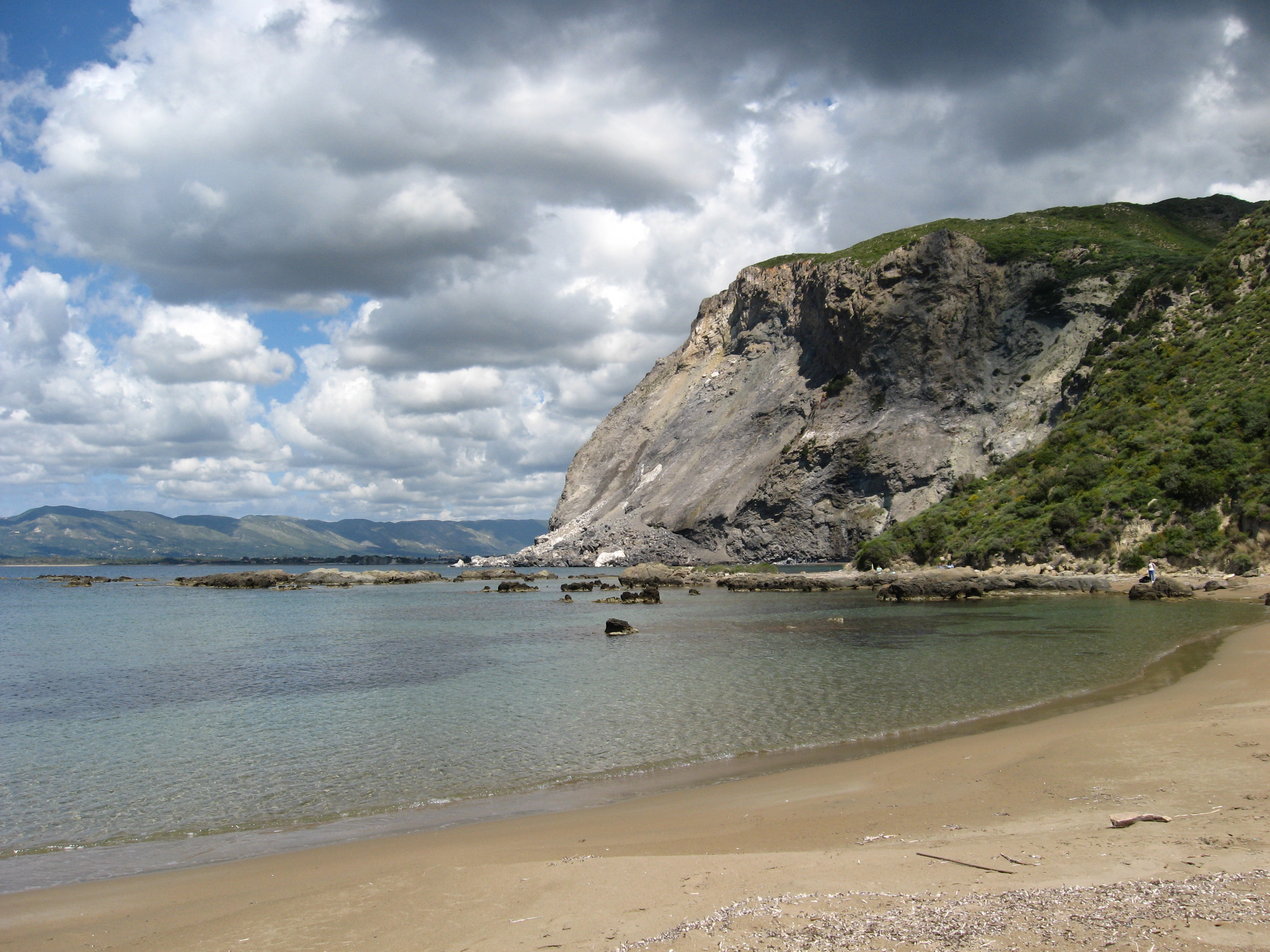
Plage de Sekania
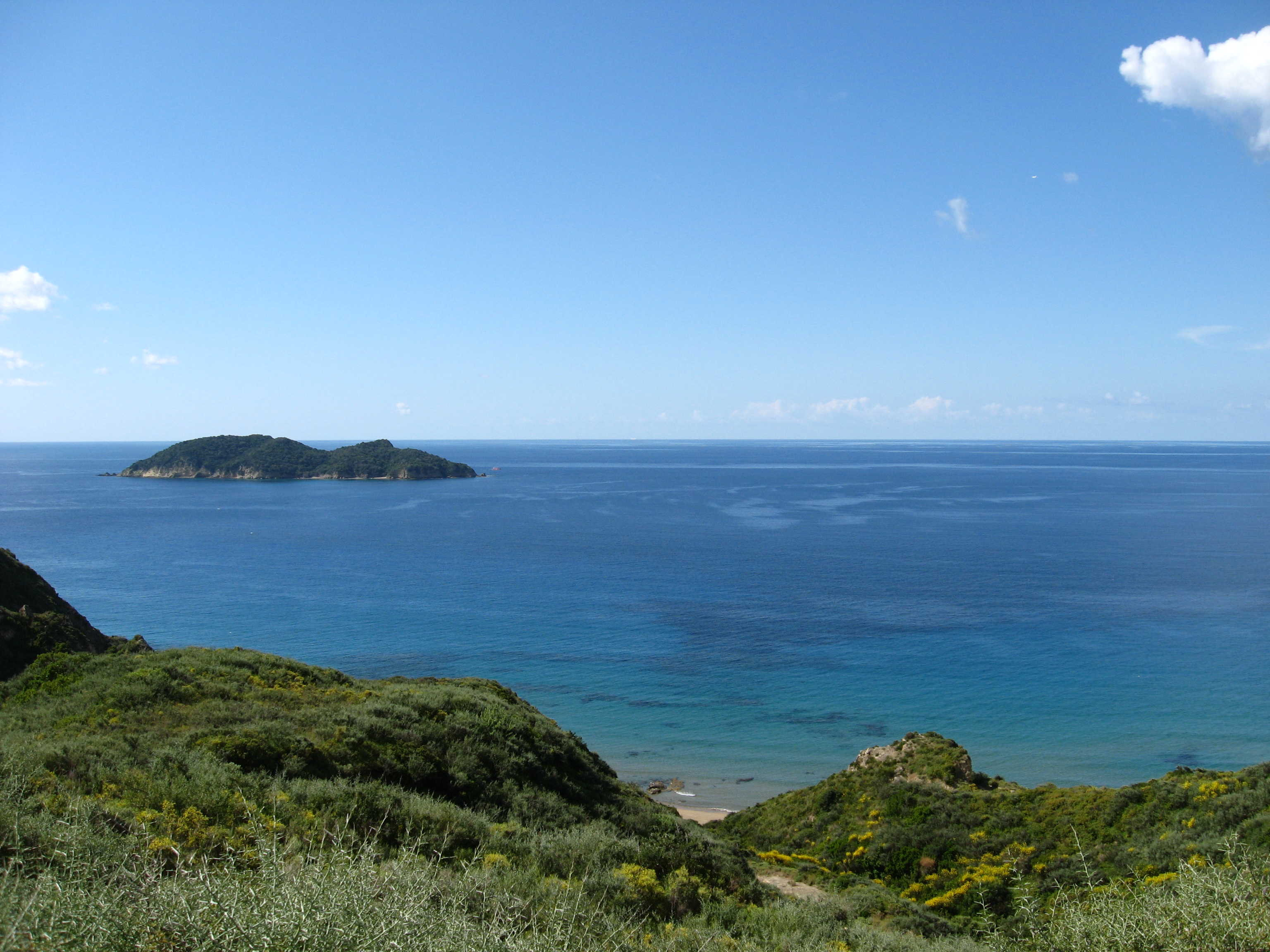
Île de Pelouzo dans la baie de Laganas, vue depuis les hauteurs de la plage de Sekania
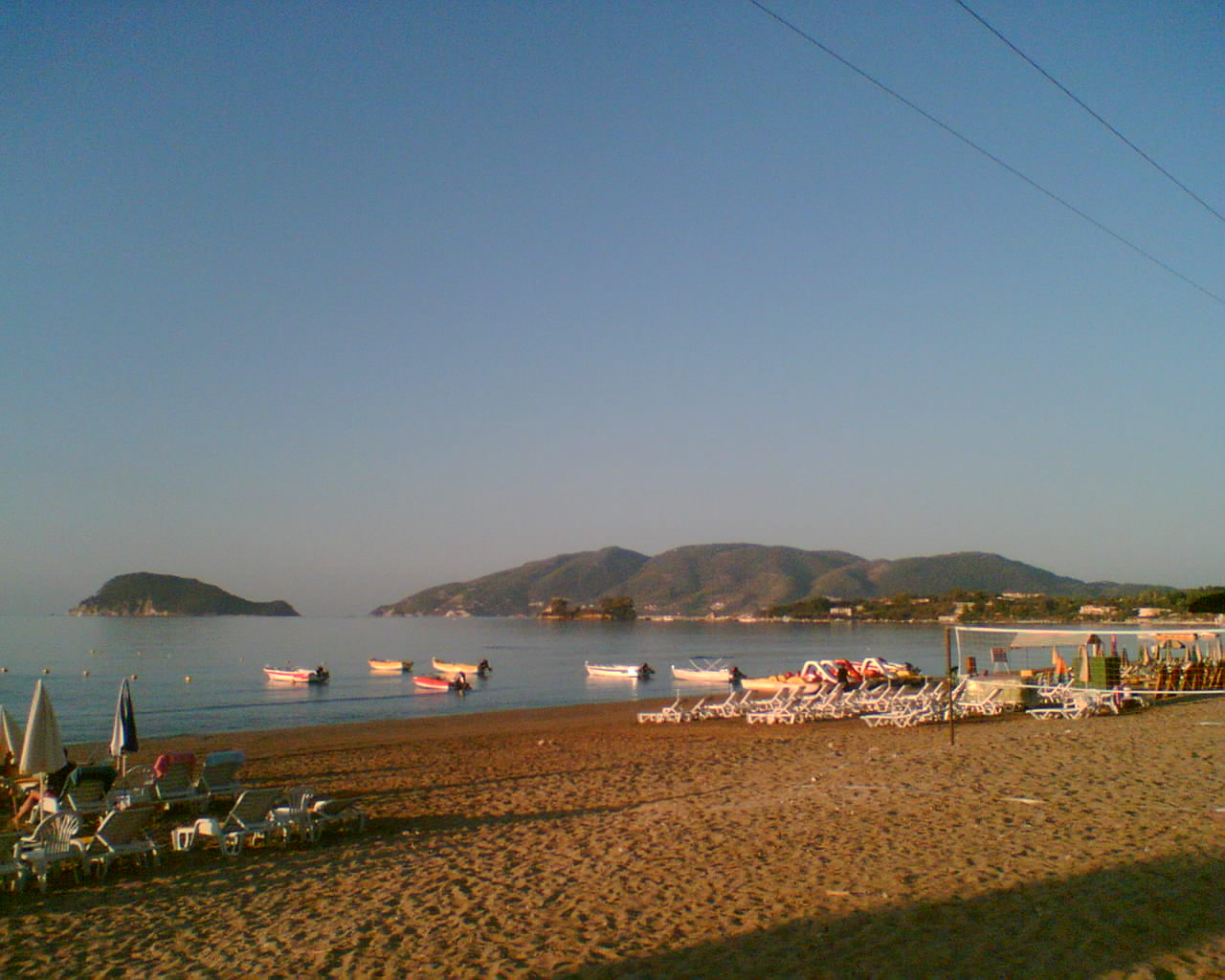
Péninsule de Kéri et îlot de Marathonisi vus de la plage de Laganas
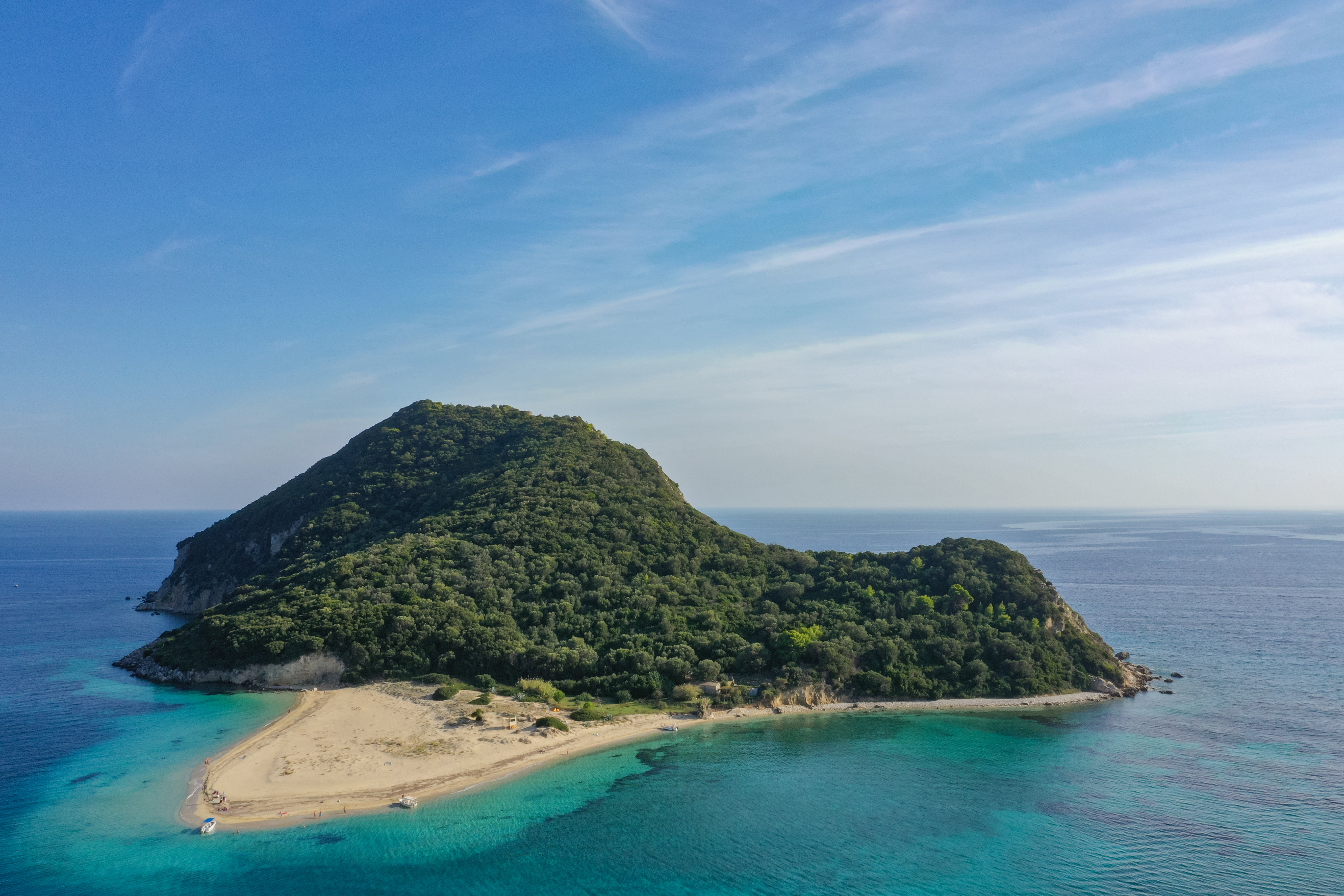
L'îlot de Marathonisi
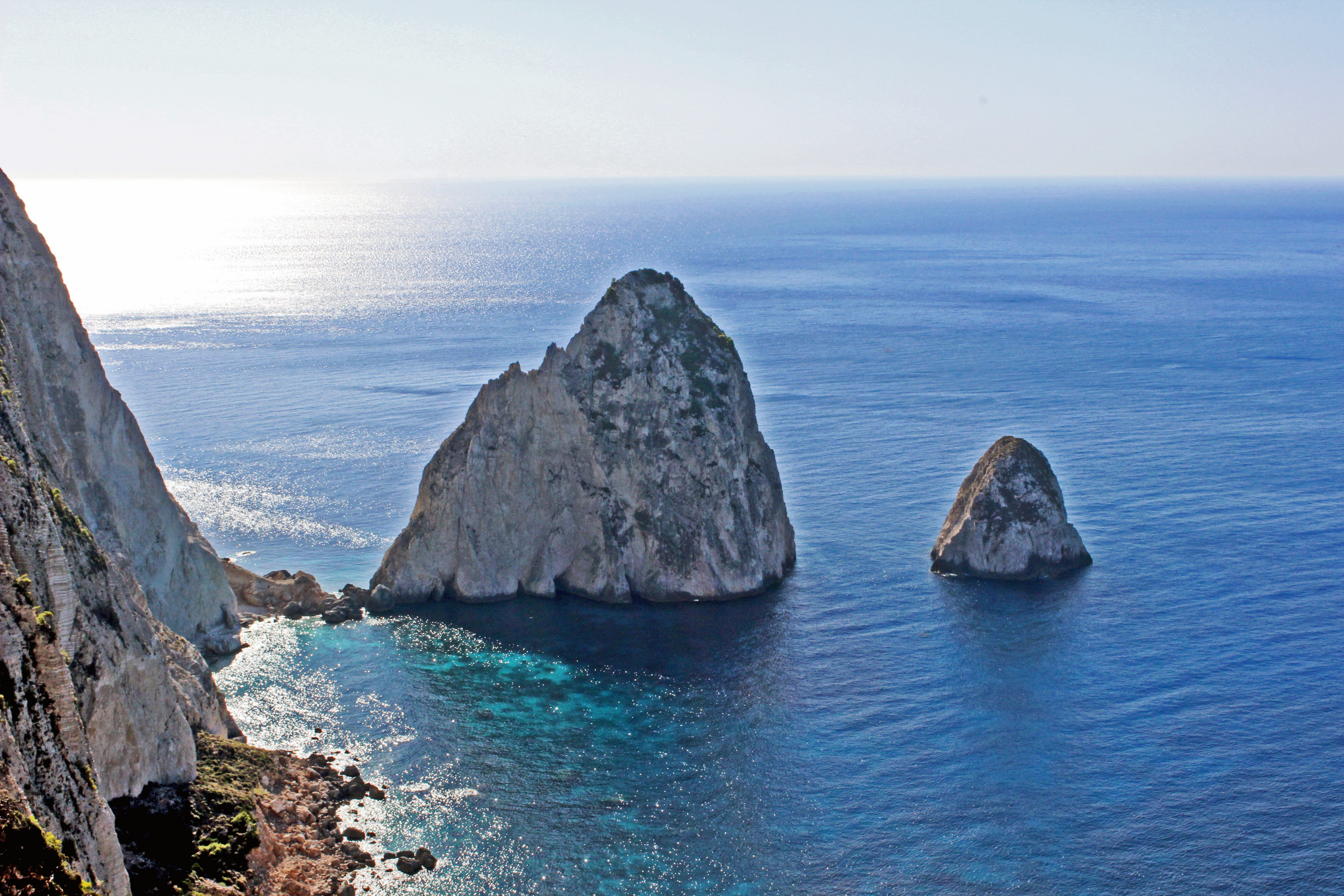
Rochers de Mizithres, péninsule de Kéri
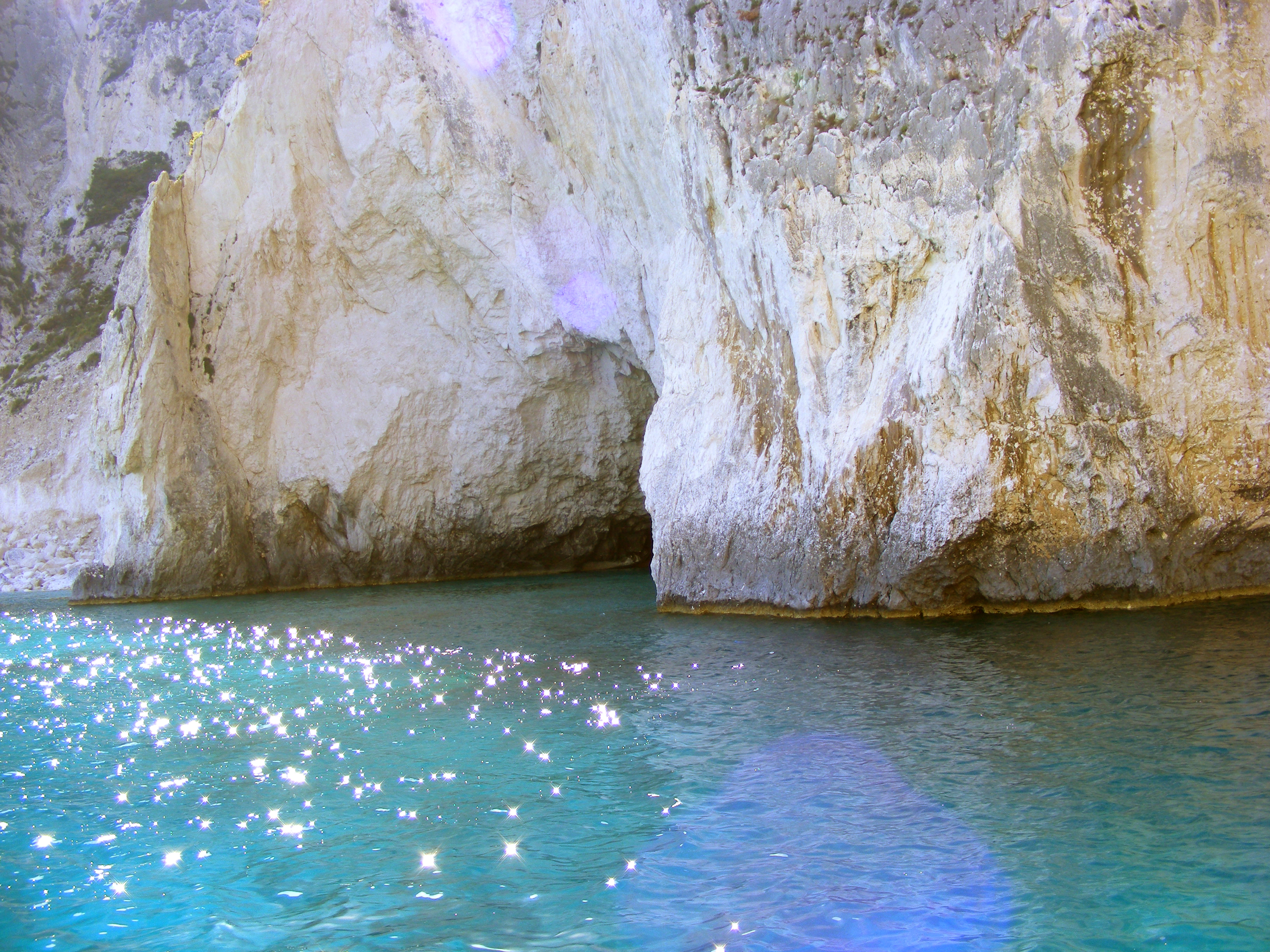
Grottes de Kéri
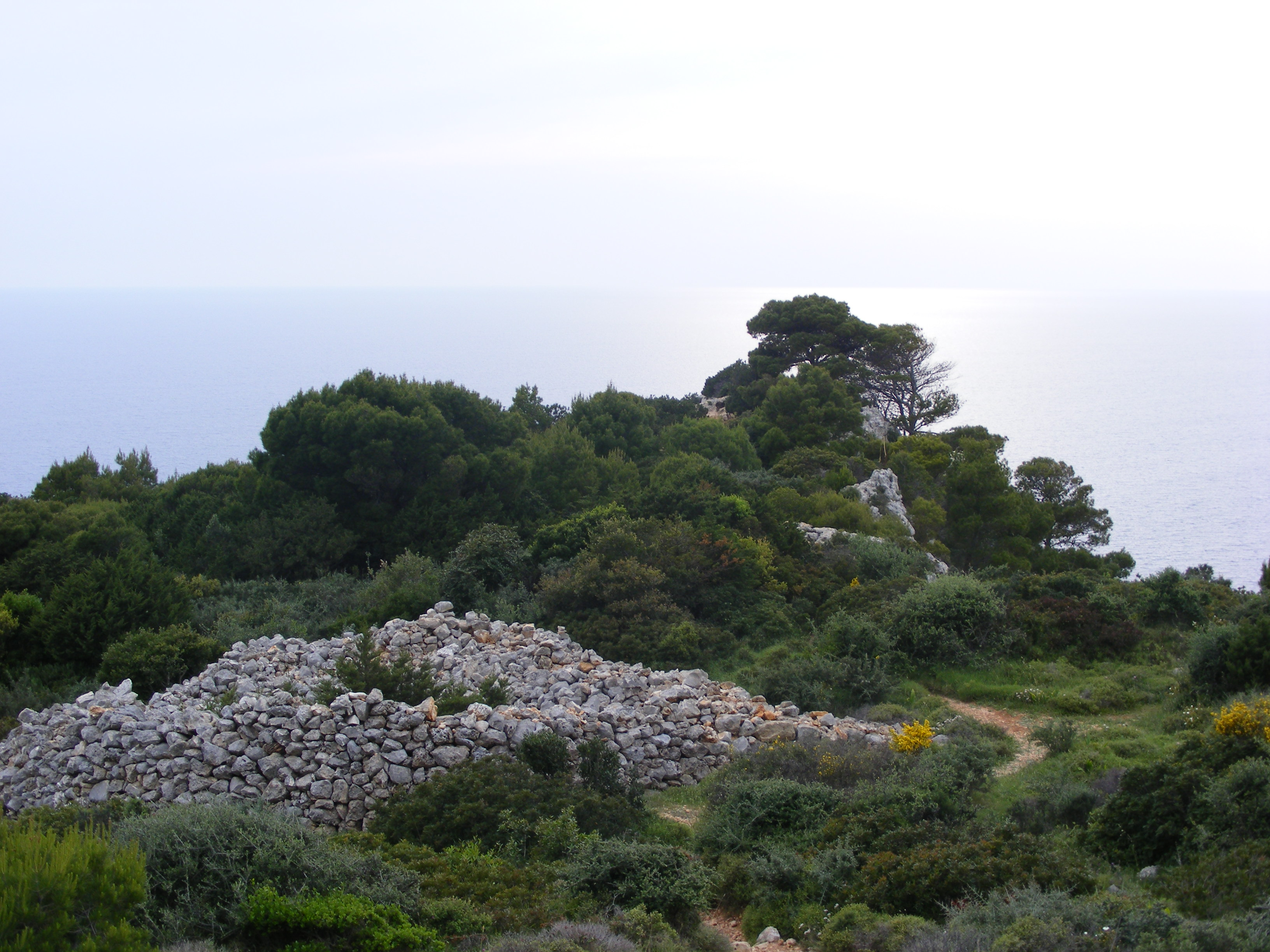
Cap Kéri
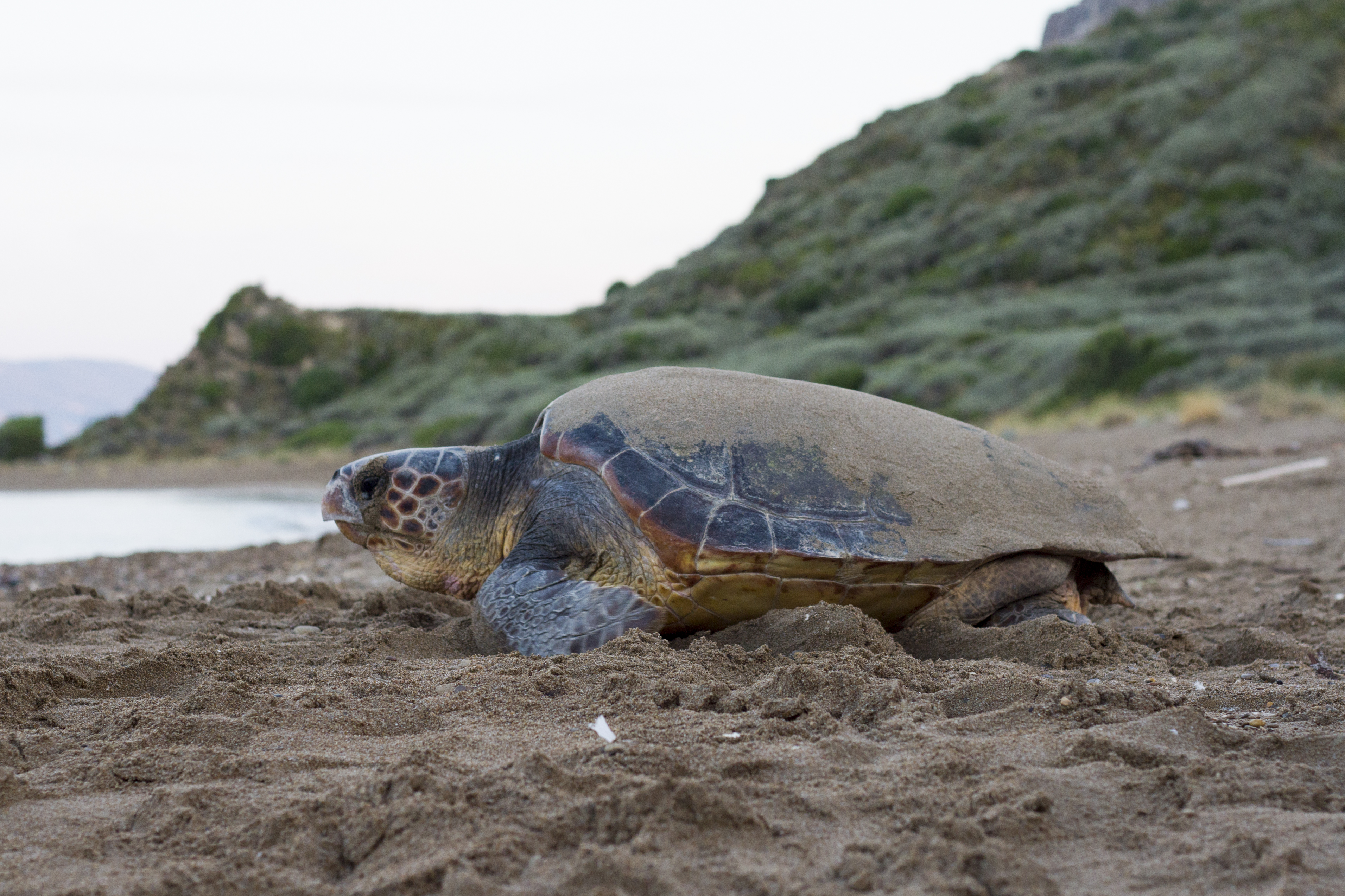
Tortue caouanne
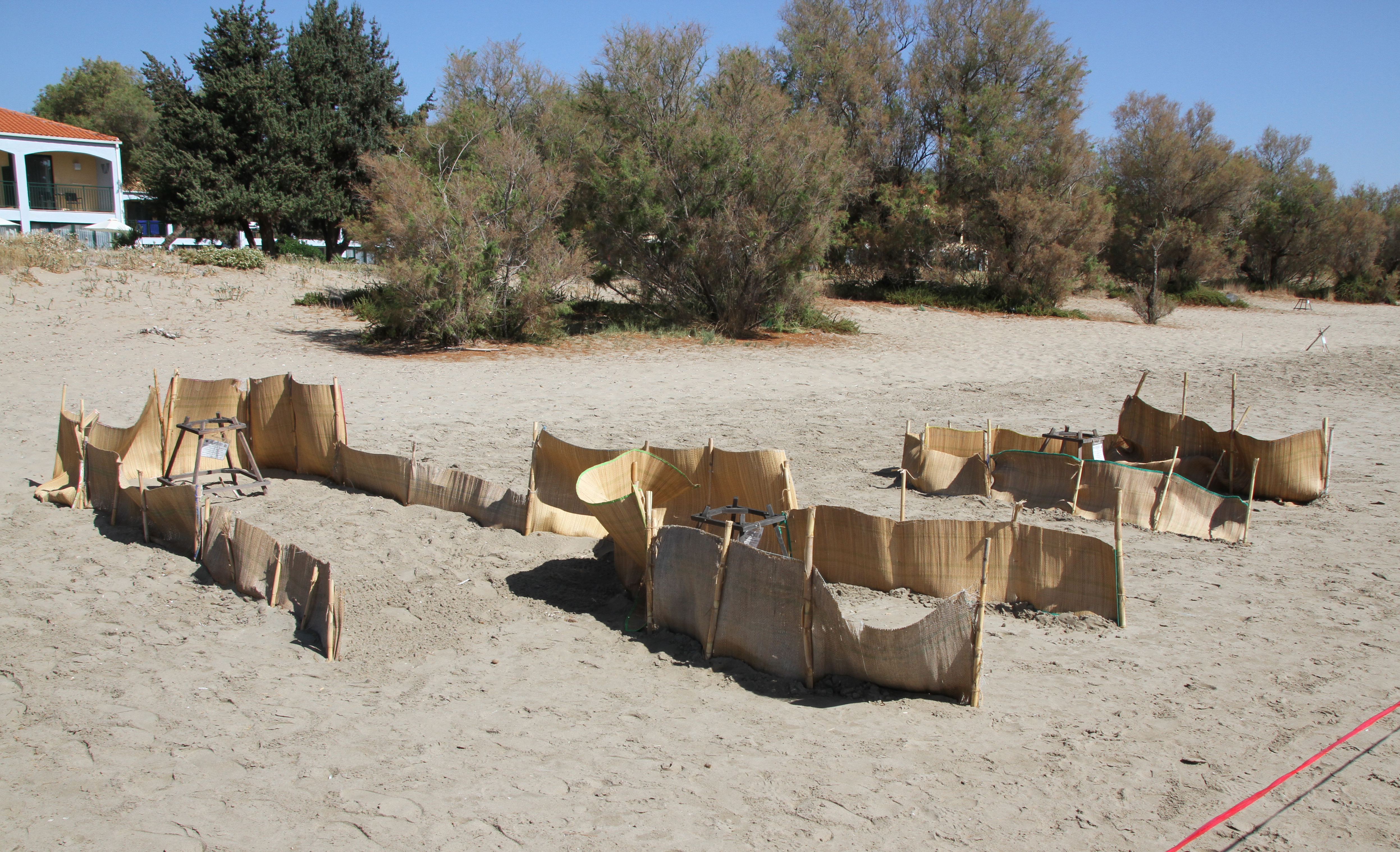
Nids de tortue